# BBC國會台
BBC國會台（英語：BBC Parliament）是英國廣播公司的一個電視頻道，其職責是轉播英國國會和歐洲議會等立法機構的工作實況。BBC國會台轉播的議會包括英國下議院、英國上議院、蘇格蘭議會、倫敦議會、北愛爾蘭議會、威爾斯議會，有時也會播出英格蘭教會主教會議。此外BBC國會台也播出歐洲議會、英國主要政黨的黨大會和貿易聯盟會議。1.2%的英國人每週收看BBC國會台至少三分鐘。議會大選與重大公投案的開票也會進行直播報導，在未轉播議會實況時，與BBC新聞台聯播。BBC國會台自2022年4月起以高畫質播出。